# Walter Braithwaite

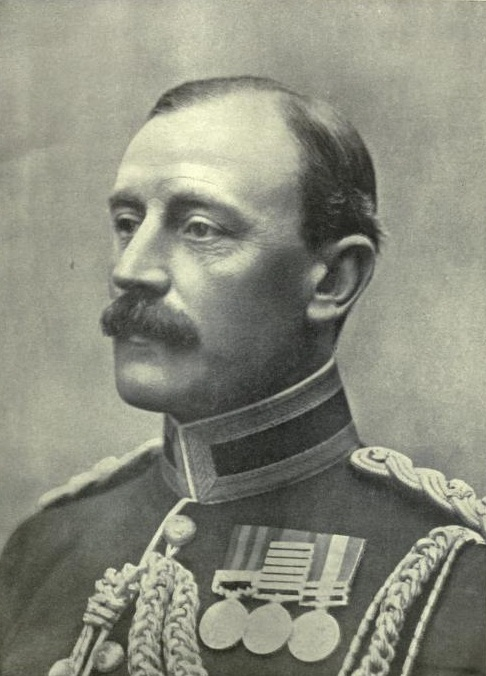
Porträt Walter Braithwaites, 1915

Sir Walter Pipon Braithwaite GCB (* 11. November 1865 in Alne, North Yorkshire; † 7. September 1945 in Rotherwick, Hampshire) war ein Offizier der British Army, zuletzt General.

## Leben
Braithwaite wurde als Sohn eines Geistlichen geboren und war das jüngste von zwölf Kindern. Er wurde am Victoria College (Jersey) und an der Bedford School ausgebildet, bevor er an die Royal Military Academy Sandhurst kam. 1886 wurde er als Second Lieutenant in die Somerset Light Infantry aufgenommen. Ab 1898 besuchte er das Staff College Camberley und diente im Zweiten Burenkrieg, wo er dreimal Mentioned in Despatches wurde. Nach dem Krieg diente er im Stab Evelyn Woods im Southern Command. Später diente er unter anderem als Ausbilder am Staff College.

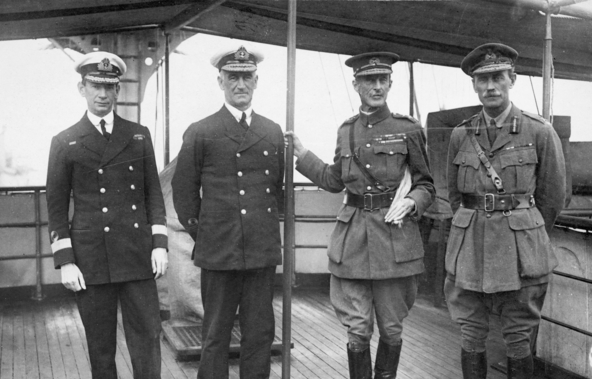
Braithwaite (rechts) mit General Hamilton sowie Admiral John de Robeck und dessen Stabschef Roger Keyes, 1915

1911 wurde Braithwaite zum Kommandanten des indischen Staff College in Quetta ernannt, was er bis zur Schließung dieser Einrichtung zu Beginn des Ersten Weltkriegs blieb. Er wurde als Director of Staff Duties ins War Office versetzt. 1915 wurde er als Major-General zum Chef des Stabes der Mediterranean Expeditionary Force unter Ian Hamilton ernannt. Nach dem desaströsen Verlauf des Dardanellen-Unternehmens kehrte er im Oktober 1915 nach England zurück, wo er in Stabsverwendungen diente.
Im Januar 1917 wurde er Kommandeur der 62nd (2nd West Riding) Division, die wenig später an der Schlacht bei Arras teilnahm. Ende 1917 kam sie in der Schlacht von Cambrai zum Einsatz und zeichnete sich Anfang 1918 bei der Abwehr der deutschen „Michael“-Offensive aus. In Anerkennung seiner Leistungen wurde er am 3. Juni 1918 als Knight Commander des Order of the Bath geadelt. Im Juli 1918 wurde sie in der Schlacht an der Marne bei Fère-en-Tardenois und im Tal der Ardre eingesetzt. Mitte September wurde Braithwaite dann als Nachfolger von Alexander Hamilton-Gordon zum Kommandierenden General des IX Corps ernannt. Dieses kam als Teil der 4. Armee des Generals Henry Rawlinson in der Hunderttageoffensive bei den Kämpfen in der Picardie zum Einsatz.
Nach Kriegsende wurde Braithwaite zum Leiter eines Komitees ernannt, das die Leistung des britischen Generalstabs während des Krieges evaluieren sollte und dazu 48 höhere Offiziere befragte. Er wurde anschließend 1920 General Officer Commanding des indischen Western Command sowie 1923 des britischen Scottish Command und 1926 des Eastern Command. 1927 wurde er Adjutant-General to the Forces, was er bis zu seinem Ausscheiden aus dem aktiven Dienst 1931 blieb, zugleich war er auch Mitglied der Commonwealth War Graves Commission. Anschließend war er bis 1938 Leiter (Governor) des Royal Hospital Chelsea. Am 1. März 1929 wurde er zum Knight Grand Cross des Order of the Bath erhoben und von 1933 bis zu seinem Tod 1945 amtierte er außerdem als Wappenkönig dieses Ordens.
Braithwaite war verheiratet und Vater eines Sohns, der am 1. Juli 1916 an der Somme fiel.